# Plan Juncker
Le plan Juncker est un plan d’investissement pour l’Europe de la Commission Européenne portant le nom du président de la Commission, Jean-Claude Juncker, qui vise à relancer l’industrie et l’investissement dans les pays de l’Union Européenne.

## Qu'est-ce que le Plan Juncker?
Présenté en juillet 2014, rentré en vigueur en septembre 2015. Le Plan Juncker repose sur un « Fonds européen pour les investissements stratégiques » (FEIS). Plan ayant pour objectif de mobiliser sur 3 ans, 315 milliards d’euros d’investissement de 2015 à 2018 dans le but de compenser le déficit d‘investissement dont souffre l’Europe. En effet, depuis 2008 et la crise financière, les investissements ont chuté de 15% sur le continent européen accentuant les ralentissements de l’économie. Cependant, le Plan Juncker qui devait générer 315 milliards d’euros d’investissement en 3 ans a été atteint et dépassé en juillet 2018. C’est pour cela que le plan vient d’être prolongé jusqu’en 2020 et devrait générer plus de 500 milliards d’euros dans l’ensemble des pays de l’Union Européenne. Le Plan Juncker devrait accroitre le PIB de l’Union Européenne de 1,3% et créer 1,4 million d’emploi d’ici 2020 . 
Afin d’arriver à cet objectif, 21 milliards d’euros d’argent public, issu du budget européen et des réserves de la Banque Européenne d’Investissement sont mobilisés pour financer des projets à la hauteur de 60 milliards. 

## Les projets de financement du Plan Juncker
Le Plan Juncker finance la réalisation de projets industriels au sein de l’Union Européenne. 

### Les types de projets de financement
Il existe deux types de projets de financement du Plan Juncker : 
- Les projets portant sur un secteur d’avenir : les infrastructures, les ressources et énergies renouvelables, éducation, recherche…

- Les projets innovants portés par des PME : projet financé via le « Fonds Européen d’Investissement » (FEI) qui apporte sa garantie aux banques nationales qui souhaitent leur apporter du soutien financier.

### Qui peut bénéficier du Plan Juncker[4]?
- La recherche, le développement et l’innovation
- Les infrastructures de transport, les infrastructures énergétiques, l’efficacité énergétique et les énergies renouvelables ;
- Les infrastructures numériques ;
- La protection et la gestion de l’environnement
- L’éducation et la formation ;
- La santé et les médicaments ;
- Les PME ;
- Les industries culturelles et récréatives ;
- La mobilité urbaine ;
- Les infrastructures sociales et l’économie sociale et solidaire.

## Le plan Juncker fonctionne t-il vraiment?
Le président Jean-Claude Juncker a déclaré: « Le plan Juncker s'avère être une réussite. Nous avons dépassé l'objectif initial de 315 milliards d'euros d'investissements, et le Fonds européen pour les investissements stratégiques devrait créer 1,4 million d'emplois et augmenter le PIB de l'UE de 1,3 % d'ici à 2020. Nous avons financé des projets qui n'auraient pas été possibles en l'absence de l'EFSI, et cela sans créer de nouvelles dettes: deux tiers des investissements proviennent du secteur privé. Du financement de la formation professionnelle destinée aux réfugiés en Finlande aux énergies renouvelables en Grèce, en passant par l'agriculture en Bulgarie, nous continuerons à utiliser le budget de l'UE pour ce qu'il fait le mieux : catalyser la croissance. »
La commission européenne estime qu’il manque des milliards d’euros par an d’investissement dans l’Union Européenne pour une pleine efficacité. Même si ses objectifs ont été atteints, le Plan Juncker ne remplit qu’un tiers seulement de sa mission.[réf. souhaitée]

## Après le plan Juncker: InvestEU
Pour la période 2021-2027, qui correspond au cadre financier pluriannuel de l'Union européenne (programmation sur 7 ans), le plan Juncker doit être remplacé par InvestEU,,.
Présenté le 6 juin 2018 par le vice-président de la Commission européenne Jyrki Katainen, chargé des emplois, de la croissance, des investissements et de la compétitivité, ce nouveau dispositif doit intégrer 14 instruments financiers existants en un seul règlement.
Grâce à InvestEU, la Commission européenne souhaite associer davantage les banques nationales et locales, en plus de la Banque européenne d'investissement, qui est le point d'entrée des emprunteurs aux financements européens.
Du point de vue du président du Comité économique et social européen (CESE), Luca Jahier, le plan proposé par la Commission est "un exemple de quand et où l'Europe peut faire la différence".
Les organisations environnementales, à l'instar du WWF, demandent des garanties sur le caractère durable des investissements, en particulier l'absence de soutien aux énergies fossiles.